# Vrtnjakovec
Vrtnjakovec is een plaats in de gemeente Krapinske Toplice in de Kroatische provincie Krapina-Zagorje. De plaats telt 192 inwoners (2001).